# AROS Research Operating System

AROS i systemy operacyjne zgodne z AmigaOS

AROS Research Operating System w skrócie AROS – ogólnodostępny, przenośny, posiadający interfejs graficzny system operacyjny. Kod źródłowy jest dostępny pod otwartą licencją, która pozwala go dowolnie modyfikować.

## Historia i rozwój systemu
Początek projektu datuje się na rok 1995. Początkowo zmierzał do uzyskania kompatybilności z AmigaOS 3.1. Z czasem w wielu dziedzinach przewyższył oryginał. Początkowo rozszerzenie nazwy brzmiało „Amiga Research Operating System” jednak ze względu na zastrzeżenie prawne nazwy Amiga w 2007 roku zmieniono je na obecne. AROS najszybciej rozwija się na komputerach osobistych klasy PC, chociaż jest dostępny także w wersji dla platformy PowerPC, ARM i m68k.
Rozwój oprogramowania dla AROSa jest w dużej mierze oparty na systemie tzw. „Bounties” – niewielkich nagród pieniężnych dla programistów, którzy zdecydują się wykonać określone zadania zlecane przez fundujących nagrodę użytkowników AROSa. W ten sposób powstał m.in. stos TCP/IP (który następnie portowano w ramach analogicznego „Bounty” do systemu MorphOS), stos USB, system plików SFS, natywny port GCC, sterowniki kart graficznych nVidia i ATI, przeglądarka internetowa czy wersja systemu dla architektury 64-bitowych procesorów x86.
Z powodu dużych braków w oprogramowaniu jednym z priorytetów jest uzyskanie zgodności z procesorem Motorola MC68000. W chwili obecnej zgodność tą uzyskuje się przy pomocy emulatora UAE. Technologia AmiBridge umożliwia uruchamianie programów napisanych dla komputera Amiga w postaci oddzielnych instancji UAE bezpośrednio z ich ikon. Podczas uruchamiania programu ładowane są jedynie niezbędne pliki systemowe i sam program, nie jest uruchamiany Workbench. Użytkownik wskazuje program, który chce uruchomić z poziomu AROS-a, a AmiBridge tworzy wszystkie potrzebne pliki i ikonę programu. Wymagane są pliki systemowe AmigaOS 68k i ROM Amigi w postaci pliku.
Podstawowe dystrybucje AROS-a dostępne są na stronie domowej projektu. Na ich bazie powstają dystrybucje uzupełnione o oprogramowanie dostępne w sieci. Aktualnie rozwijane to IcAROS Desktop w wersji LiveDVD z opcją instalacji na dysku oraz jako środowisko dla maszyn wirtualnych i AROS Broadway.

## Cechy systemu
Podstawowym narzędziem budowy graficznego interfejsu użytkownika programów dla AROSa jest Zune (zamiennik MUI). Z kolei graficznym interfejsem systemu jest Wanderer wzorowany na Workbenchu.
AROS posiada dynamicznie rozszerzający się RAM dysk, który dopasowuje swoją wielkość do zawartości. Pliki konfiguracyjne są ładowane do RAM dysku podczas uruchamiania systemu, znacznie przyspieszając jego działanie. Inne pliki mogą być kopiowane do RAM dysku jak do standardowego napędu. Zawartość RAM dysku jest czyszczona podczas wyłączania lub restartu systemu.
Ikony reprezentujące pliki, katalogi i napędy są zapisywane w specjalnych plikach graficznych z rozszerzeniem .info, posiadających nazwę identyczną z nazwą pliku jaki reprezentują. Np. plik Editor jest reprezentowany przez ikonę Editor.info.
Pliki .info określają także typ pliku. Istnieją 4 typy:
- Narzędzie – program wykonywalny
- Projekt – plik danych wykonywalnego programu. Program, którym stworzono plik danych jest określony w pliku jego ikony. Kliknięcie na ikonie typu projekt powoduje uruchomienie przypisanego programu i załadowanie pliku danych.
- Katalog
- Napęd – fizyczny dysk lub RAM dysk

W systemie AROS zaimplementowano także obsługę języka skryptowego REXX, powszechnie stosowanego w AmigaOS.
Struktura katalogów systemowych:
- C – komendy shella
- Classes – katalog powiązany z urządzeniem logicznym LIBS:, datatypy i rozszerzenia interfejsu użytkownika
- Devs – sterowniki
- Fonts – czcionki
- Libs – biblioteki
- Locale – tłumaczenia systemu i programów
- Prefs – programy zarządzające ustawieniami systemu oraz środowisko AROS
- S – skrypty
- System
- Tools – proste narzędzia systemowe
- Utilities

## AROS i Linux
Istnieje AEROS który pozwala korzystać z aplikacji, sterowników Linuxa pod AROSem. Umożliwia także uruchamianie aplikacji Windows, przez Wine. Jednocześnie autorzy twierdzą, że dzięki zastosowaniu AROSa jest to jeden z najszybszych "pulpitów" na Linuxie.